# Victoria Tchalaïa
Victoria Tchalaïa (en russe : Виктория Чалая) est une actrice russo-américaine née le 14 octobre 1982 à Leningrad (RSFS de Russie).

## Filmographie
- 2002 : Shakedown (vidéo) : Cultess
- 2003 : Her Knight : Anne
- 2004 : Un mariage de princesse (The Princess Diaries 2: Royal Engagement) : Nicholas's Girlfriend #2
- 2004 : Un Noël de folie! (Christmas with the Kranks) : Nightbour
- 2004 : Fat Albert : Scared Cheerleader
- 2004 : Mon beau-père, mes parents et moi (Meet the Fockers) : Pam's cousin
- 2006 : Homo Erectus : Amazonian Warrior
- 2006 : Art School Confidential : Student #5
- 2006 : Even Money : Bookstore employee
- 2006 : Mini's First Time : Mini's Schoolmate